# 42-es főút (Magyarország)
A 42-es főút Püspökladánytól Ártándig ér. Folytatása, a DN1 Bors falun át két fontos erdélyi nagyváros, Nagyvárad és Kolozsvár irányába vezet.

## Fekvése
Püspökladánytól az ártándi magyar-román országhatárig ér, teljes egészében az E60-as európai út, Berettyóújfalu és az országhatár között pedig az E79-es európai út része, ezért tranzitforgalma eléggé nagy, ami az M4-es autóút elkészülte után az autópályára terelődik majd. Hét települést érint, ebből hármat elkerül, négyen pedig keresztül halad.

## Története
1934-ben a kereskedelem- és közlekedésügyi miniszter 70 846/1934. számú rendelete a teljes mai szakaszát elsőrendű főúttá nyilvánította, a Budapesttől az országhatárig tartó 4-es útszámozással. [A 42-es útszámot akkor a Kiskunfélegyháza-Szentes-Orosháza útvonal viselte, és ez hatályban maradt a második világháború idején, az első és második bécsi döntések utáni időszakban is.]
Egy évszám nélkül kiadott, 1950 környékéről származó közúthálózati térkép a mai 42-es főutat teljes hosszában 4/a jelöléssel szerepelteti, míg a 42-es számot akkor a Kiskunfélegyháza-Szentes-Hódmezővásárhely útvonal viselte.

## Érintett települések
| Település                      | Távolság a kezdőponttól (km) | Csatlakozó utak            |
| Püspökladány                   | 0                            | , 4211, 34 311, 4212       |
| Báránd                         | 13                           | 4801                       |
| (Tetétlen)                     |                              |                            |
| Földes                         | 23                           | 4805                       |
| Berettyóújfalu                 | 37                           | 42 112, 4812,              |
| Mezőpeterd                     | 48                           | 4815                       |
| Biharkeresztes                 | 56                           | 42 122, 4817, 4808, 42 122 |
| Ártánd - országhatár (Románia) | 59                           | 4818                       |